# Iglesia de San Nicolás y San Wenceslao
La Iglesia de San Nicolás y San Wenceslao en Cieszyn, es una iglesia redonda románica construida en el siglo XII para servir de capilla de un castillo y ser una iglesia fortaleza. 

## Historia
En la década de 1950, la fecha de su construcción se fijó hacia la primera mitad del siglo XI.  La investigación reciente, sin embargo, indica que podría ser alrededor de 1180.
La iglesia fue erigida dentro de los muros de la fortaleza castellana en la parte superior del Monte del Castillo (construida en el siglo X y la primera mitad del siglo XI).  La primera referencia a la iglesia proviene de 1223, donde fue descrita como la Capilla de San Nicolás, obligada a pagar un diezmo a las hermanas de Norbertine en Rybnik. Durante el siglo XIV se reconstruyó el castillo y se sustituyó la madera por ladrillos.  La iglesia románica se adaptó al castillo gótico: el nivel del piso se elevó dos metros, las ventanas románicas en el ábside se amurallaron y se hicieron más grandes.
En 1484, la capilla se incendió junto con el castillo, sin embargo, esto no influyó significativamente en su condición.
En 1495, un párroco de Pszczyna, Wacław Hynal de Stonawa, financió un altar de La Divina Providencia, la Virgen María, Juan el Bautista, San Ersmo y San Wenceslao.  Esto dio la base para los intentos de presentar al último como el santo patrón de la rotonda.
Cuando la princesa Lucrecia, la última de la dinastía Piast, murió en 1653, la iglesia dejó de ser la capilla del castillo.  Desde entonces,  ha sido propiedad de la Cámara de Cieszyn establecida por los Habsburgo.  Los nuevos gerentes no prestaron mucha atención a la iglesia, sin embargo, las fuentes afirman que la iglesia no se arruinó ni terminó destruida.  En 1722 y 1755 se escribió que la iglesia "es antigua, abovedada y dos veces al año, en los servicios de los días de San Wenceslao y San Nicolás se llevan a cabo allí".  En los primeros años del dominio de los Habsburgo, la iglesia se usó como depósito de las herramientas necesarias para el trabajo en los llamados huertos, los Juicios de Dios y, a veces, también como un depósito de armas.
En el momento de la conversión del castillo inferior en 1838-40, los muros románicos del templo estaban rodeados por un muro de ladrillo.  Las ventanas nuevas y más grandes estaban amuralladas y se colocó un nuevo tejado de hojalata.  Se elevó el nivel de la nave interior y el área exterior.  La capilla románica recibió una división clásica de la fachada ajustada al estilo del castillo.  El diseño de un pabellón romántico fue creado por Joseph Koernhausel.  El interior de la iglesia estaba decorado con un altar de madera neogótico y una imagen de San Wenceslao.
Durante la Segunda Guerra Mundial, como resultado de la investigación arqueológica llevada a cabo por los alemanes, se retiraron los emplastos y se restauró el nivel original del piso.  En 1947-1955 se llevaron a cabo otros trabajos arqueológicos y trabajos (realizados bajo la supervisión de A. Kietliński) y trabajos de restauración.  Gracias a las obras de restauración (supervisadas por Z. Gawlik) que consistieron en una reconstrucción de la galería, la vuelta de las ventanas originales, la piedra del altar y el suelo, la iglesia recuperó sus características románicas.
Después del final de la Segunda Guerra Mundial, el templo se convirtió en una atracción turística y el primer servicio después de un descanso de aprox. 50 años tuvo lugar el 6 de diciembre de 1997 y estaba relacionado con la resacralización de la iglesia.

## Arquitectura
La iglesia es una construcción de piedras planas de piedra caliza que crean un frente interno y otro externo, dediseño circular y con un ábside semicircular.  El espacio entre los frentes está lleno de escombros y piedras trituradas unidas por mortero de cal.  La nave circular está cubierta por una cúpula hecha de piedras dispuestas concéntricamente, el ábside está cubierto por una semicúpula.  En la parte norte de la nave hay escaleras de un solo sentido que conducen a la galería, una especie de balcón con columnas y semicolumnas colocadas en una pared que tiene 1.75 m de espesor.  En la parte superior de las escaleras que conducen a la galería hay un portal románico amurallado, que decoraba un pasaje al palacio, la sede de un castellano para quien se construyó la galería.  E ábside semicircular con tres escaleras está orientado hacia el este.  El ábside está  cerrado por un cono resaltado con piedras de construcción.  La piedra del altar ubicada en el ábside tiene un agujero para reliquias o aceites sagrados.  Un nicho en el muro sur jugó un papel similar con un marco de ladrillo gótico y tres orificios redondos para apagar las velas.  En el ábside hay dos ventanas de estilo románico de dos vías.  Dos ventanas de ranura estrecha iluminan la parte superior de la nave.  La luz adicional para la nave provino de ventanas de ranura ubicadas a la altura de la pared.  En el arco que separaba la nave del ábside, se encontraron  trazas de una pintura románica de la segunda parte del siglo XV.  La nave está cubierta por una cúpula con un arreglo concéntrico de piedras.
La nave tiene 13 metros de altura, el ábside tiene 6,8 metros de altura y la altura total de la iglesia es de aprox. 15 metros.
La entrada se encuentra en el lado oeste del edificio.
Desde el exterior, donde se ubican las escaleras, la pared se vuelve más gruesa y crea una ventana ligeramente saliente colgada sobre voladizos.  El techo sobre la nave y el ábside tienen forma de cono y están cubiertos por tejas.
La reconstrucción clasicista en 1839 con el diseño de Joseph Kornhäusl consistió en amurallar dos ventanas semicirculares y enlucir la fachada.  En 1947-1955 se llevaron a cabo trabajos de reconstrucción, durante los cuales la iglesia volvió a su estado original y la galería en la parte sur se reconstruyó sobre la base de las partes preservadas.

## Santos patronos
Se asume comúnmente que los santos patrones  son San Nicolás y San Wenceslao.  En el documento de 1223 en el que se menciona por primera vez un objeto sacro en Cieszyn, hay la  siguiente entrada: ecclesia sancti Nicolai.  No se sigue de este escrito, sin embargo, que la iglesia mencionada en dicho documento sea la iglesia del castillo.  El análisis de unos pocos documentos escritos conservados y el contexto de asentamiento ya reconocido parecen apuntar al hecho de que la iglesia mencionada en el documento por un obispo de Wrocław desde 1223 estaba ubicada fuera del bastión, muy probablemente dentro de los límites de una aldea antes del asentamiento .  Por lo tanto, es probable que en el primer cuarto del siglo XIII haya al menos dos iglesias en Cieszyn: la iglesia de San Nicolás en el último “suburbio” y la iglesia en el baluarte castellano.  Vale la pena mencionar que en 1495 un párroco de Pszczyna, Wacław Hynal de Stonawa financió un altar de la Divina Providencia, la Virgen María, Juan el Bautista, San Erasmo y San Wenceslao.  En documentos posteriores, se menciona que la  capilla del castillo tiene al santo Wenceslao como su santo patrón.  Además, los documentos conservados del siglo XVIII confirman a San Wenceslao como su santo patrón. 
El conflicto entre Polonia y la República Checa sobre Cieszyn Silesia en 1919 - 1920 contribuyó a la eliminación progresiva de San Wenceslao por ser un elemento checo, sin prestar atención al hecho de que San Wenceslao no solo es el santo patrón de Bohemia, sino que en 1436 fue establecido como uno de los cuatro principales patrones del Reino de Polonia por el cardenal Zbigniew Oleśnicki. 

## Misas
La Santa Misa se celebra una vez al año, el 6 de diciembre, en San Nicolás.

## Representaciones
La iglesia de Cieszyn, como uno de los monumentos más antiguos de la arquitectura polaca, está representada en el billete de banco actual de 20 PLN de Polonia.  La imagen de la iglesia se ve en el reverso del billete, a la izquierda en el fondo.
Es posible realizar una visita virtual a la iglesia.
La iglesia forma parte del Camino Románico.
Está representada en una moneda conmemorativa de PLN 2.  La moneda fue emitida por el Banco Nacional de Polonia como parte de la serie Ciudades históricas en Polonia.
La iglesia junto con la Torre Piast aparece en un sello turístico de coleccionista (No. 173).
La leyenda dice que la iglesia fue construida al  lado de un antiguo templo pagano construido en honor a la diosa Marzanna.

## Horario de apertura
Está abierta al público todos los días, con algunas excepciones (día de Pascua y Navidad):
Junio - agosto: 9:00 a. m. - 7:00 p. m.
Enero, febrero, noviembre, diciembre desde las 9:00 a. m. - 4:00 p. m. 
Marzo, abril y octubre: de lunes a viernes de 9:00 a. m. a 5:00 p. m. 
Mayo y septiembre: 9.00 a 18.00. 
La llave de la iglesia está disponible en la Torre Piast.